# Pachycraerus capito
Pachycraerus capito är en skalbaggsart som beskrevs av J. Thomson 1858. Pachycraerus capito ingår i släktet Pachycraerus och familjen stumpbaggar. Inga underarter finns listade i Catalogue of Life.